# یوشیمیتسو آراگاکی
یوشیمیتسو آراگاکی (انگلیسی: Yoshimitsu Aragaki; ۱۴ اوت ۱۹۵۰ – ۱۵ مارس ۲۰۰۲) بوکسور اهل ژاپن بود.